# Bronisławka (Puławy)
Pour les articles homonymes, voir Bronisławka.
Bronisławka (prononciation [brɔniˈswafka]) est un village de la gmina de Kurów du powiat de Puławy dans la voïvodie de Lublin, situé dans l'est de la Pologne.
Il se situe à environ 8 kilomètres au nord de Kurów (siège de la gmina), 18 kilomètres à l'est de Puławy (siège du powiat) et 36 kilomètres au nord-ouest de Lublin (capitale de la voïvodie).
Le village comptait approximativement une population de 211 habitants en 2005.

## Histoire
De 1975 à 1998, le village est attaché administrativement à l'ancienne voïvodie de Lublin.

Depuis 1999, il fait partie de la nouvelle voïvodie de Lublin.